# Gerson ben Júda
Gerson ben Júda, vagy Rabeinu Gerson (héberül: רבנו גרשום 'Tanítónk, Gerson'), (Metz, 960 körül – Mainz, 1028 vagy 1040 körül) az első jelentősebb középkori német nyelvterületen működő hittudós.
Metzben született, de ifjúságát a Francia Királyságban töltötte, tanítója Júda Hakónén (Rabbi Leontin) volt. Később visszatért a Német-római Birodalomba, és Mainzban telepedett le. Iskoláját sok kiváló tanítvány látogatta, többek közt Jákob ben Jakár, Rási későbbi tanítója.
Gerson összeállította a Talmud különböző olvasatainak, variánsainak gyűjteményét. Talmudkommentárt is készített, ennek egy része belekerült a híres vilnai Talmud-kiadásba is, kivonatai pedig a Mizbach Kappára című tószafót gyűjteményben láttak napvilágot. Nyelvezetük nehézkes, nemigen használható kezdő Talmud-tanulmányozók használatára. Gersonnak fennmaradtak a zsidókat ért csapásokról és üldözésekről szóló liturgiai költeményei; valamint a zsidóság vallásos és társadalmi életére vonatkozó rendeletei, amelyek később törvényekké, megmásíthatatlan intézményekké (takánót) váltak, például az egynejűséget illetően. Munkássága nagy mértékben fellendítette az európai zsidók között a Talmud-tanulmányozását, nem csoda ha utódai „Lotharingia bölcsei” (Chachmé Lothar) között tartották számon, illetve „A száműzöttek fénye” (héberül: מאור הגולה) melléknevet adták neki.

## Magyar nyelvű fordítások
Gerson teljes életműve mindezideig nem rendelkezik magyar nyelvű fordítással. Kisebb szemelvények jelentek meg műveiből:
- Frisch Ármin: Szemelvények a Biblia utáni zsidó irodalomból, Pallas Irodalmi és Nyomdai Rt., Budapest, 1906 (reprint kiadás: Auktor Könyvkiadó, Budapest, 1993, ISBN 963-7780-24-6, 413 p), 266–267. oldal
- Scheiber Sándor: A feliratoktól a felvilágosodásig – Kétezer év zsidó irodalma (Zsidó irodalomtörténeti olvasmányok), Múlt és Jövő Lap- és Könyvkiadó, Budapest, 1997, ISBN 963 85697 4 3, 211–212. o.